# カンダル州
カンダル州（カンダルしゅう、クメール語: ខេត្តកណ្ដាល）はカンボジアの州の一つ。カンボジア南部にあり、州都はタクマウ（直訳すると「黒い祖父」）。同州は首都プノンペンをぐるりと取り囲んでいる（ただし、プノンペンは同州から独立した地方行政区画である）。
同州は11の郡で構成されている。
- 0801 Kandal Stueng 郡
- 0802 Kien Svay 郡
- 0803 Khsach Kandal 郡
- 0804 Kaoh Thum 郡
- 0805 Leuk Daek 郡
- 0806 Lvea Aem 郡
- 0807 Mukh Kampul 郡
- 0808 Angk Snuol 郡
- 0809 Ponhea Lueu 郡
- 0810 S'ang 郡
- 0811 タクマウ